# اسپارکس (نوادا)
اسپارکس، نوادا (به انگلیسی: Sparks, Nevada) یک شهر در ایالات متحده آمریکا است که در شهرستان واشو، نوادا واقع شده‌است.

## خصوصیات
اسپارکس ۹۳٫۰ کیلومترمربع مساحت و ۹۰٬۲۶۴ نفر جمعیت دارد و ۱٬۳۴۵ متر بالاتر از سطح دریا واقع شده‌است.